# هنری دیریکس
هنری دیریکس (به انگلیسی: Henri Diricx) بازیکن فوتبال اهل بلژیک و عضو تیم ملی فوتبال بلژیک است که در تاریخ ۱۰ ژوئن ۱۹۵۲ میلادی اولین بازی ملی‌اش را مقابل تیم ملی فوتبال ایتالیا انجام داد. او در ۲۹ بازی ملی حضور داشت و جمعاً ۲۵۷۳ دقیقه برای تیم ملی فوتبال بلژیک به میدان رفت. هنری دیریکس آخرین بازی ملی خود را در تاریخ ۲۲ مه ۱۹۶۰ میلادی در برابر تیم ملی فوتبال بلغارستان انجام داد. وی در بازی‌های ملی‌اش ۱ گل به ثمر رساند.